# Eugagrella argentata
Eugagrella argentata is een hooiwagen uit de familie Sclerosomatidae.